# Falicismo
Falicismo é um termo para veneração fálica (veneração ao falo), na qual os ícones do pênis são considerados sagrados. Veneração a tudo o que faz alusão ao pênis masculino, crendo que são símbolos do poder gerador, princípio ativo e força.